# Alexis Frutos Vaesken
Alexis Manuel Frutos Vaesken (17 de octubre de 1934-18 de marzo de 1996) fue un abogado y diplomático paraguayo.

## Biografía
Hijo de Juan Manuel Frutos Pane y Ana Vaesken. Estudió abogacía, egresando como Doctor en Derecho por la Facultad de Derecho y Ciencias Sociales de la Universidad Nacional de Asunción en 1966; en dicha institución ejerció además la docencia.
Durante el gobierno del Gral. Andrés Rodríguez se desempeñó como Ministro de Relaciones Exteriores del Paraguay (26 de julio de 1990 al 13 de agosto de 1993).